# Risu-Suurküla
Risu-Suurküla – wieś w Estonii, w prowincji Rapla, w gminie Märjamaa.